# جيمس وليام أبيرت
جيمس وليام أبيرت (بالإنجليزية: James William Abert)‏ (من مواليد 18 نوفمبر 1820، وتُوفي في 10 أغسطس 1897) هو جندي أمريكي، ومستكشف، وجامع للطيور وفنان طوبوغرافي.

## حياته المُبكرة
وُلد جيمس في مدينة مونت هولي بولاية نيو جيرسي، وتخرج من الأكاديمية العسكرية الأمريكية ويست بوينت في عام 1842.

## حياته المهنية العسكرية

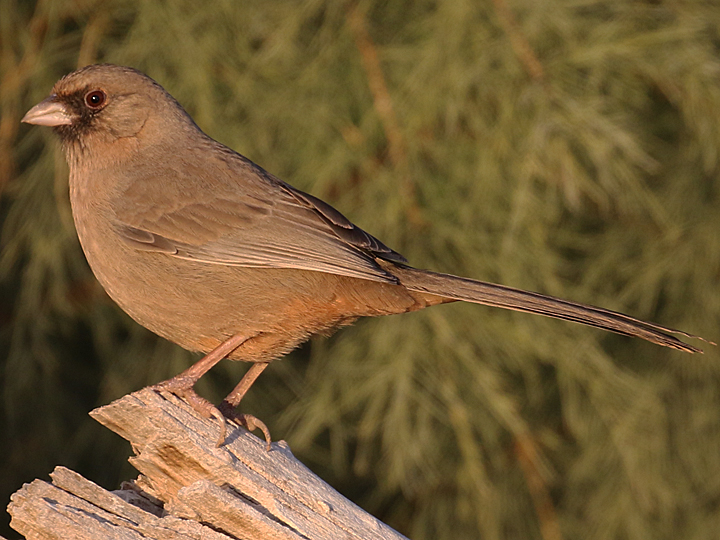
الطير المُسمّى على اسم جيمس أبرت.

انضم جيمس إلى فيلق المهندسين الطوبوغرافيين الذي كان يرأسه والده في عام 1843. وانضم إلى العديد من البعثات إلى الغرب، بما في ذلك بعثة جون فريمونت الثالثة، وأوضح خلالها بعض التقارير الاستكشافية مع رسوماته. وكان أيضًا هو المسؤول عن قيادة حملة لرسم خريطة النهر الكندي. وفي عام 1846 تم إرساله إلى الغرب للانضمام إلى جيش الجنرال كيرني في الحرب ضد المكسيك، والعودة إلى فورت ليفنوورث في العام التالي. اكتشف خلال هذا الوقت نوعًا جديدًا من الطيور، والذي سُمي طير أبيرت تكريما له. وفي خلال الحرب الأهلية الأمريكية، خدم تحت إمرة روبرت باترسون، وناثانيل ب. بانكس وكوينسي أيه جيلمور. وأُصيب جيمس خلال حملة ميريلاند، وتقاعد من الجيش في يونيو 1864.

## حياته في وقت لاحق
بعد الحرب الأهلية، أصبح جيمس أستاذًا للأدب الإنجليزي والرياضيات والرسم في جامعة ميسوري. وأصبحت لوحاته المائية الأصلية مملوكة بشكل خاص الآن.

## روابط خارجية
- أعمال أو نبذة عن جيمس وليام أبيرت على أرشيف الإنترنت
- Dianna Everett, " Abert Expedition." Encyclopedia of Oklahoma History and Culture.
- Career Profile